# Garhākotā
Garhākotā är en ort i Indien.   Den ligger i distriktet Sāgar och delstaten Madhya Pradesh, i den centrala delen av landet, 600 km söder om huvudstaden New Delhi. Garhākotā ligger 391 meter över havet och antalet invånare är 28 114.
Terrängen runt Garhākotā är platt. Runt Garhākotā är det ganska tätbefolkat, med 139 invånare per kvadratkilometer. Garhākotā är det största samhället i trakten. Trakten runt Garhākotā består till största delen av jordbruksmark.